# Pietra Grande
Pietra Grande (2937 m n. m.) je hora ve Východních Alpách v severní Itálii v provincii Trentino. Ze severu uvádí nejvyšší vrcholy alpské skupiny Brenta. Z jejího vrcholu lze směrem k jihu přehlédnout všechny významné vrcholy pohoří, směrem na východ přes Piz Galin a masiv Paganella lze dohlédnout na vrcholy Dolomit, na západě se předvádí masiv Adamello-Presanella a vrcholy skupiny Ortles. Severními směry lze přehlédnout většinu údolí Val di Non a za ním se tyčící pásmo Ötztalských, Stubaiských, Nonsbergských a Zillertalských Alp. Název hory Pietra Grande – Velká skála vybočuje z běžného názvosloví vrcholů pohoří Brenta, stejně jako se hora svými pravidelnými tvary liší od ostatních nepravidelných a bizarních těles této horské skupiny. K charakteristickému vzhledu přispívá i viditelnost geologických vrstev, obzvláště zřetelná při nasněžení. Na úpatí Pietra Grande se nachází geologická stezka Orti della Regina, proslulá výskytem prvohorních zkamenělin. Oblast je též proslulá rozmanitostí alpské flóry. Hora se nachází na rozvodí řek Sarca a Noce.  

## Historie
Pietra Grande je monumentem, ohraničujícím horské sedlo Grosté. Tak se na jejím úpatí ocitly již pravěké stezky a skalní masiv získal své historické jméno. Průsmyk Grosté spojuje nejbližší města Madonna di Campiglio na západě a Andalo na východě. Když se Madonna di Campiglio stala ve druhé polovině 19. století turistickým centrem a v roce 1872 zde byl založen Trentinský horolezecký klub SAT, vzrostl zájem i o horu Pietra Grande.   
14. července 1883 na vrchol poprvé vystoupili anglický malíř a horolezec Edward Theodore Compton s Italy Albertem a Oraziem Falknerovými. Skupinu doprovázeli průvodci z Madonna di Campiglio. Trasa vedla ze severu přes Cima Vagliana, která je nejbližším sousedem Pietra Grande. Podle Comptona trvala celá trasa z údolí na vrchol 6 hodin a 15 minut.
Koncem 19. století se Madonna di Campiglio stala oblíbeným horským letoviskem vysoké rakouské aristokracie včetně členů panovnického rodu. Fyzicky zdatná milovnice pěší turistiky císařovna Alžběta, řečená Sissi, si oblíbila právě trasy podél úpatí Pietra Grande. Geologická lokalita Orti della Regina – Královniny zahrádky, byla pojmenována právě po ní.
Při budování lyžařského střediska v Madonně, došlo i na směr k sedlu Grosté. K vrcholu průsmyku byla vybudována lanovka a u paty Pietra Grande byla postavena chata Rifugio Graffer, pojmenovaná po horolezci a pilotu Giorgio Grafferovi (1912–1940). K úpatí hory se tak dostalo i sjezdové lyžování. V 21. století vznikly na stěnách Pietra Grande první skialpinistické trasy.
Průsmyk Grosté se nachází na mnoha vysokohorských trasách, jejichž součástí je i okruh podél úpatí Pietra Grande, často s návštěvou Orti della Regina.